# Cuprés de Can Figueres
El cuprés de Can Figueres (Cupressus macrocarpa) és un arbre que es troba al jardí de Can Figueres (carrer de la Riera de Sant Pere, núm. 88; actualment, Casa de Cultura de l'Ajuntament) al municipi de Premià de Dalt (el Maresme), el qual, és, de llarg, el xiprer de Monterrey més gruixut de tot Catalunya.

## Dades descriptives
- Perímetre del tronc a 1,30 m: 6,08 m.
- Perímetre de la base del tronc: 9,53 m.[1]
- Alçada: 18,5 m.
- Amplada de la capçada: 18 m.
- Altitud sobre el nivell del mar: 97 m.

## Entorn
És ubicat a l'antic jardí de Can Figueres, el qual avui és un espai públic força freqüentat. L'acompanya un tros enjardinat amb plantes aromàtiques (com ara, farigola i romaní), arbusts de port arbori (l'aladern, el llentiscle, el pitòspor i la fotínia) i arbres com mirabolà roig, còcul, sòfora, troana, pi pinyer, lledoner, taronger agre, plàtan i morera de paper. La fauna més comuna consta de tórtores, tudons, estornells comuns, merles, coloms roquers i pardals comuns.

## Aspecte general
Presenta un estat regressiu i amb una afectació important, sobretot a un dels quatre grans braços que té, produïda per l'atac d'algun paràsit i per xilòfags de diverses menes. Sembla que l'arbre tingui algun seguiment fitosanitari i que se li hagin aplicat diversos tractaments per evitar aquest estat de regressió. Tanmateix, el revifament sembla difícil. Inicialment, disposava de 12 branques, però una ventada de l'any 1991 en va trencar 5. Des de l'any 1995 ha estat podat diverses vegades i té instal·lats cables per assegurar la capçada. Va ésser declarat d'interès local l'abril del 1994 i també d'interès comarcal el juliol del 1996. Al mateix pati hi ha un magnífic lledoner d'uns 3 metres de perímetre a 1,30 m i una sòfora de 2,68 cm de perímetre a 1,30 m també, mesura poc habitual per a aquesta espècie a Catalunya.

## Curiositats
El retorn dels indians, que van anar a fer les Amèriques, va propiciar la conversió d'antigues masies del Maresme en grans mansions, que es van caracteritzar per una arquitectura monumentalista, acompanyada de plantes ornamentals provinents del Nou Món (com, per exemple, palmeres i algunes coníferes, com és el cas del xiprer de Lambert).

## Accés
En arribar a Premià de Dalt des de Premià de Mar per la N-II cal entrar al poble cercant el carrer Riera de Premià (un carrer molt important que gairebé travessa tot el poble de sud a nord). Quan topem amb el passatge dels Tarongers, serem al costat de l'edifici del Centre Cultural i la Biblioteca de Can Figueres, al pati del qual localitzarem ràpidament l'enorme xiprer de Monterrey. GPS 31T 0445459 4595006.